# Publio Sestio Baculo
Publio Sestio Baculo (in latino Publius Sextus Baculus; I secolo a.C.) è stato un centurione romano, di grado Primus pilus durante la conquista della Gallia.

## Vita e ruolo militare
Publio Sestio Baculo (Publius Sextius Baculus) è stato un centurione primipilo nella XII legione romana di stanza in Gallia sotto Gaio Giulio Cesare al tempo della sua conquista. Le fonti storiche disponibili e gli stessi scritti del De bello gallico lo dipingono come un grande eroe pronto a battersi fino alla morte sotto l'insegna di Cesare. Si racconta anche che gli salvò la vita, uccidendo un guerriero nemico in procinto di colpire il grande condottiero romano. Inoltre, nel De bello gallico si racconta nello scontro con i Nervi del 57 e poi ancora contro i Sugambri nel 52 dei suoi sforzi sul campo di battaglia nonostante ferite sanguinose:
(Cesare, De bello Gallico II.25.1-2-3.)
(Cesare, De bello Gallico, III.5.1-2-3.)
Molti lo chiamavano "il bastone", nomignolo affibbiatogli per il suo cognomen, (questo infatti il significato di Baculus in latino), e per il bastone di vite che portavano i centurioni a simbolo del loro grado.
Sono ignote le circostanze della sua morte come quelle della sua nascita. C'è chi ha ipotizzato che avesse intrapreso il suicidio dopo l'assassinio di Cesare a Ostia o che fosse morto in battaglia a Filippi, nello scontro decisivo, militando nelle file antoniane, contro i cesaricidi. Comunque sia, ipotesi così discordanti sono poco affidabili e, spesso, frutto di racconti leggendari. Sestio svolse per molto tempo il ruolo di uomo fidato di Giulio Cesare e di sua spia personale (speculator, infatti, stava ad indicare gli informatori regi in latino).
Diede un contributo eccezionale nella battaglia contro i Nervi, come racconta Cesare stesso in questo brano tratto dal De bello gallico:
(Cesare, De bello Gallico VI.38.)

## Romanzi storici
La figura dell'eroe Publio Sestio Baculo è stata frutto di nuove interpretazioni da parte di Valerio Massimo Manfredi nel suo libro Idi di marzo, nel quale Sestio svolge un ruolo cardine per la vicenda.